# Myriopholis cairi
Espèce
Synonymes
- Stenostoma cairi Duméril & Bibron, 1844
- Leptotyphlops cairi (Duméril & Bibron, 1844)
- Stenostoma fitzingeri Jan, 1861
- Leptotyphlops macrorhynchus bilmaensis 
Angel, 1936

Myriopholis cairi est une espèce de serpents de la famille des Leptotyphlopidae.

## Répartition
Cette espèce se rencontre en Égypte, au Soudan, en Éthiopie, en Érythrée, en Somalie, au Niger et en Mauritanie.
Sa présence en Libye est incertaine.

## Publication originale
- Duméril & Bibron, 1844 : Erpétologie générale ou Histoire naturelle complète des reptiles. Librairie encyclopédique Roret, Paris, vol. 6, p. 1-609 (texte intégral).